# Natuurreservaat Shikahogh
Het staatsnatuurreservaat Shikahogh is het op een na grootste bosreservaat van Armenië met een oppervlakte van zo'n 100 km², gelegen in de zuidelijke provincie Sjoenik. Het zou volgens natuurbeschermers om een nog grotendeels oorspronkelijk bos gaan, een gevolg van de afgelegen ligging en het beheer van de bewoners van nabijgelegen dorpen.
In het reservaat leven ongeveer 1100 soorten planten, waarvan 70 op de Rode Lijst van Armenië staan en 18 op die van de Sovjet-Unie. De fauna van Shikahogh is niet volledig onderzocht, maar zeker is de aanwezigheid van de Perzische panter, de bezoargeit, bruine beer, Kaspisch berghoen, Kaukasische soorten adders en egel.